# Le Carreau

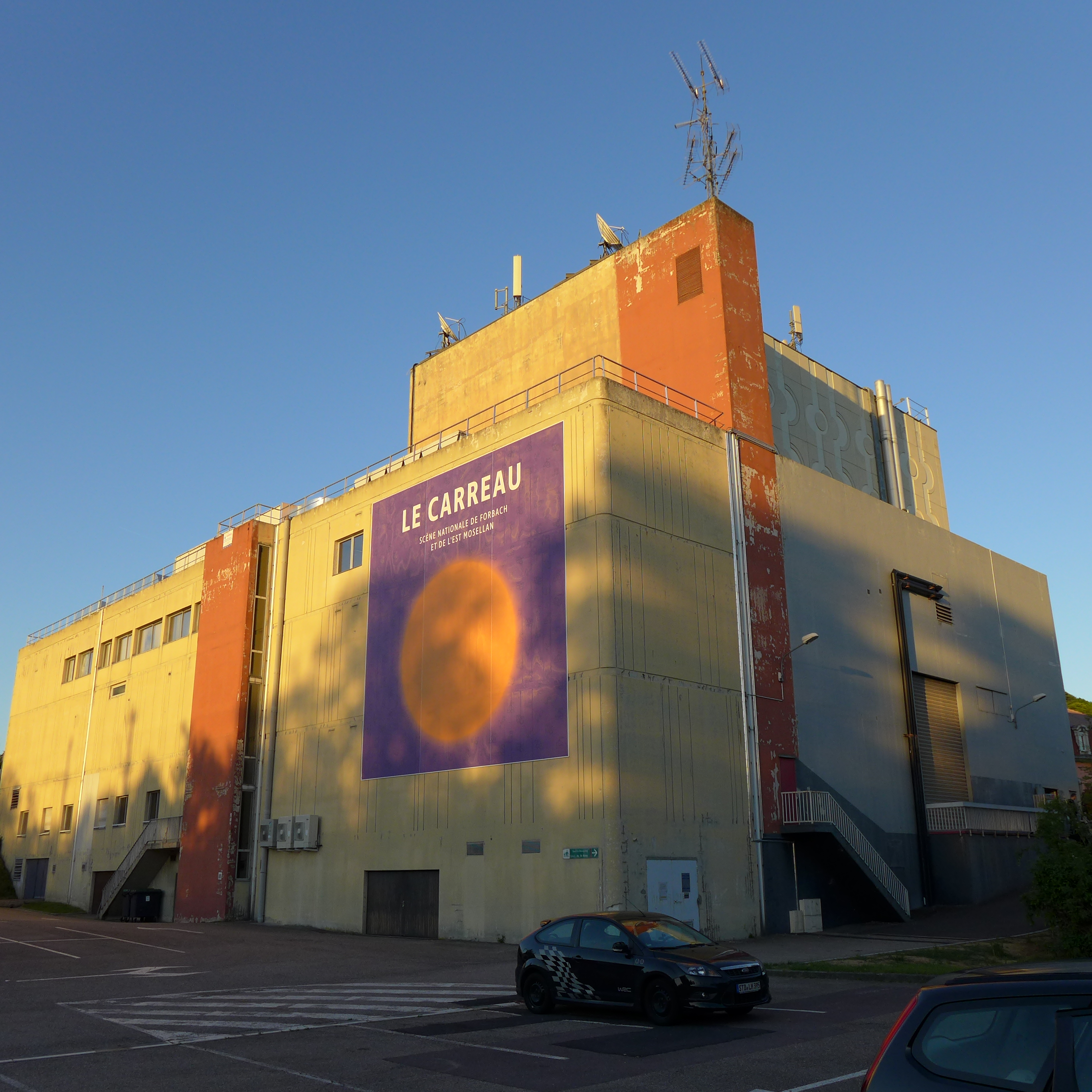
Le Carreau, Außenansicht

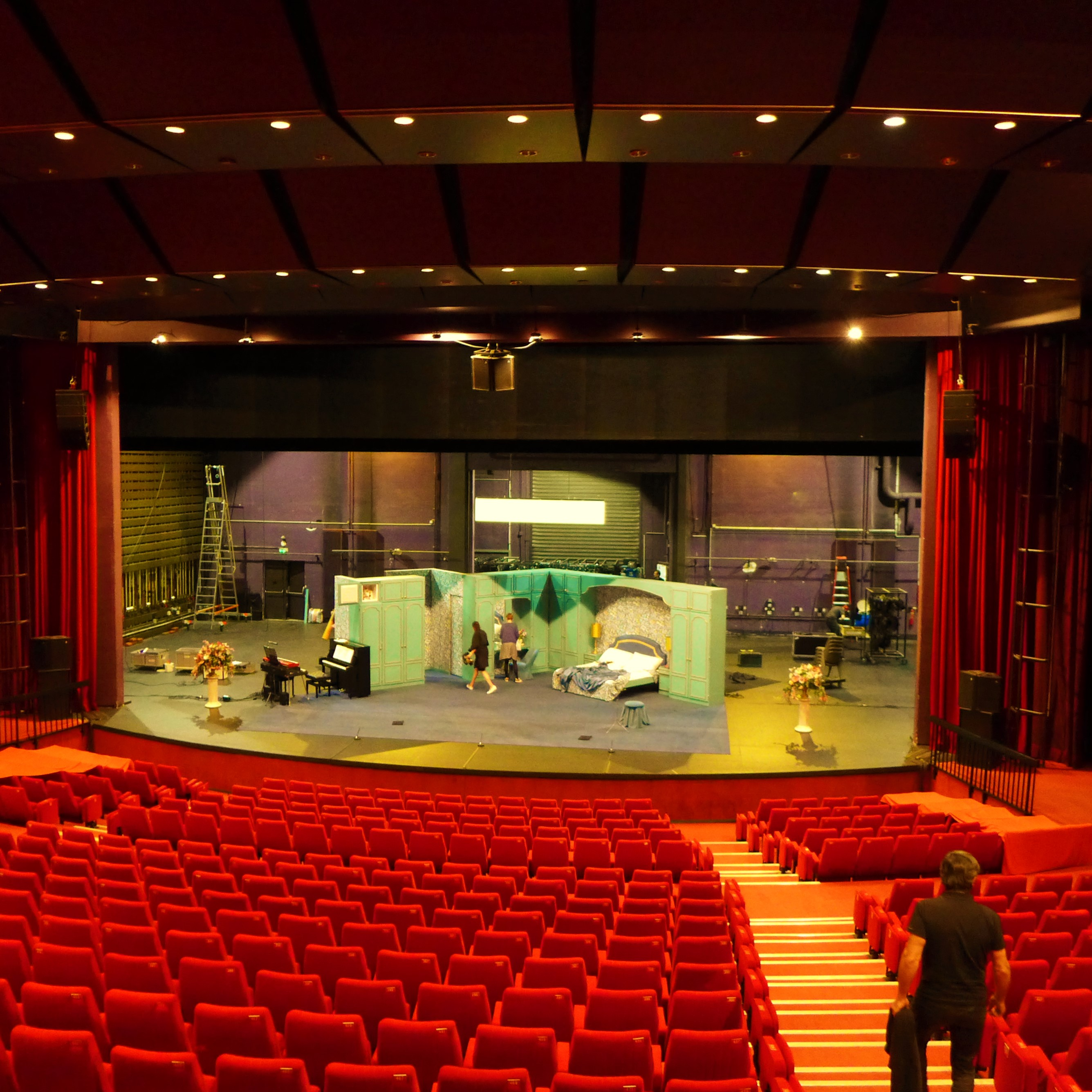
Le Carreau, Salle „Bertolt Brecht“, Blick vom Zuschauerbereich auf die Bühne

Le Carreau – Scène nationale de Forbach et de l’Est mosellan ist ein Theater in der grenznahen französischen Stadt Forbach, Département Moselle, Grand Est.
Das Theater wurde 1996 als Nationalbühne (Scène nationale) gegründet. Ziel der etwa 70 Nationalbühnen in Frankreich ist die dezentrale und spartenübergreifende Kulturarbeit und Förderung der Bühnenkunst in der Region.
Auf dem Programm stehen Theaterstücke, Performances, Tanz, Figuren-/Objekt-Theater, Konzerte sowie Theater-Workshops. Es gibt Theater-Festivals und Schulprojekte.
Im Jahr 2013 wurden der große Saal Bertolt Brecht und der kleine Saal Heiner Müller gewidmet, um die grenzübergreifende Dimension der Nationalbühne zu betonen. 
Im Jahr 2019 begannen mehrjährig angelegte Renovierungsarbeiten des im Jahr 1984 errichteten Gebäudes.

## Säle
- La Salle „Bertolt Brecht“: großer Saal für 662 Zuschauer, 25 Meter Bühnenöffnung und 18 Meter Höhe
- La Salle „Heiner Müller“: kleiner Saal für 120 Zuschauer